# ناتالي بار
ناتالي بار (بالإنجليزية: Natalie Barr)‏ هي صحفية أسترالية، ولدت في 19 مارس 1968 في بانباري في أستراليا.

## وصلات خارجية
- الموقع الرسمي
- ناتالي بار على موقع IMDb (الإنجليزية)
- ناتالي بار على موقع ميوزك برينز (الإنجليزية)